# Tagányi Imre

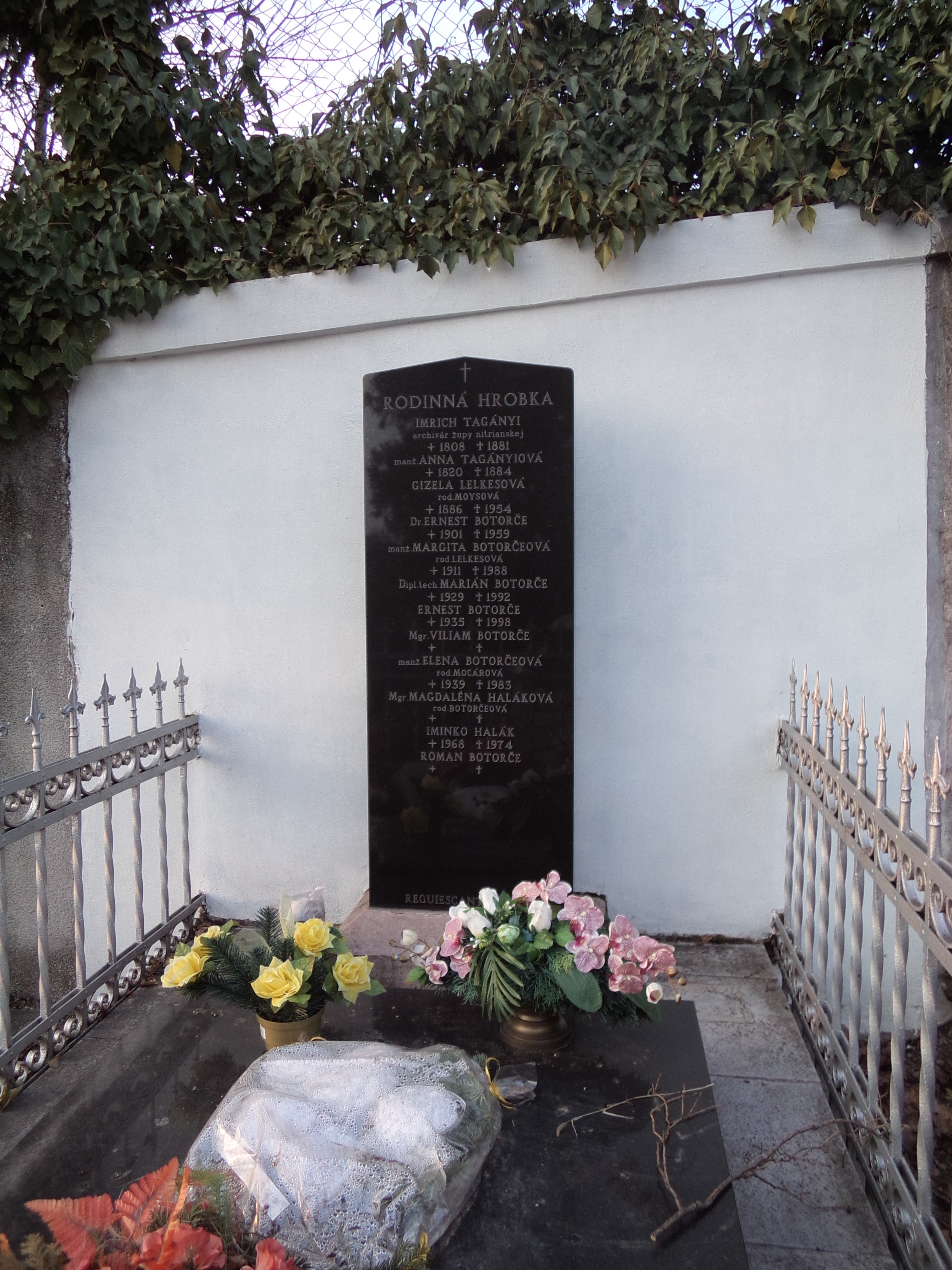
Tagányi Imre családi sírja Nyitrán

Tagányi Imre (Oszlány, 1808. november 7. - Nyitra, 1881. április 27.) Nyitra vármegye levéltárnoka.

## Élete
Szülei Tagányi István és Agler Zsuzsanna voltak. Testvére Tagányi Ferenc (1816-1894) szlovák katolikus pap. Felesége Stefánek (Stepanek) Anna, lányuk Franciska Terézia (1856), fiaik Alajos (1845), Ferdinánd (1850), Tagányi Károly (1858-1924) történész, levéltáros volt.
1821-1824 között a privigyei gimnázium, majd 1825-1828 között a pesti gimnázium diákja. 1829-1842 között huszárezredben szolgált.
1842-1846 között Oszlány jegyzője és bírója. 1847-1849 között Bars vármegye esküdtje, 1850-1852 között bírósági hivatalnok. 1854-1863 között Nyitra vármegye bíróságán hivatalnok, majd 1863-tól haláláig Nyitra vármegye levéltárnoka.